# Guido Masetti
Guido Masetti (22. listopadu 1907, Verona, Italské království – 26. listopadu 1993, Řím, Itálie) byl italský fotbalový brankář a trenér.
S fotbalovou kariéru začal v rodném městě v klubu Verona kde po třech sezonách odešel do AS Řím kde zůstal až do konce kariéry. S Giallorossi se stal mistrem Itálie (1941/42).
S italskou reprezentací vyhrál MS 1934 a MS 1938, ovšem ani na jednom z těchto turnajů do hry nezasáhl. Za národní tým odehrál 2 utkání.
V roce 2015 byl uveden do fotbalové síně slávy klubu AS Řím.

## Hráčská statistika
| Sezóna  | Klub    | Liga      | Liga   | Liga | Ligové poháry | Ligové poháry | Ligové poháry | Kontinentální poháry | Kontinentální poháry | Kontinentální poháry | Celkem | Celkem |
| Sezóna  | Klub    | Soutěž    | Zápasy | Góly | Soutěž        | Zápasy        | Góly          | Soutěž               | Zápasy               | Góly                 | Zápasy | Góly   |
| ------- | ------- | --------- | ------ | ---- | ------------- | ------------- | ------------- | -------------------- | -------------------- | -------------------- | ------ | ------ |
| 1921/22 | Verona  | 1. Divize | 18     | -35  | IP            | 2             | -1            | -                    | 0                    | 0                    | 20     | -36    |
| 1927/28 | Verona  | 1. Divize | 8      | -21  | -             | 0             | 0             | -                    | 0                    | 0                    | 8      | -21    |
| 1928/29 | Verona  | 1. Divize | 22     | -48  | -             | 0             | 0             | -                    | 0                    | 0                    | 22     | -48    |
| 1930/31 | Řím     | Serie A   | 32     | -28  | -             | 0             | 0             | -                    | 0                    | 0                    | 32     | -28    |
| 1931/32 | Řím     | Serie A   | 33     | -40  | -             | 0             | 0             | Stř.P                | 4                    | -8                   | 37     | -48    |
| 1932/33 | Řím     | Serie A   | 33     | -35  | -             | 0             | 0             | -                    | 0                    | 0                    | 33     | -35    |
| 1933/34 | Řím     | Serie A   | 34     | -32  | -             | 0             | 0             | -                    | 0                    | 0                    | 34     | -32    |
| 1934/35 | Řím     | Serie A   | 29     | -36  | -             | 0             | 0             | -                    | 0                    | 0                    | 29     | -36    |
| 1935/36 | Řím     | Serie A   | 30     | -20  | IP            | 2             | -2            | Stř.P                | 2                    | -9                   | 34     | -31    |
| 1936/37 | Řím     | Serie A   | 21     | -30  | IP            | 1             | -1            | Stř.P                | 1                    | -1                   | 23     | -32    |
| 1937/38 | Řím     | Serie A   | 21     | -19  | IP            | 2             | -5            | -                    | 0                    | -0                   | 23     | -24    |
| 1938/39 | Řím     | Serie A   | 24     | -29  | IP            | 2             | -1            | -                    | 0                    | -0                   | 26     | -30    |
| 1939/40 | Řím     | Serie A   | 24     | -27  | IP            | 1             | -1            | -                    | 0                    | -0                   | 25     | -28    |
| 1940/41 | Řím     | Serie A   | 15     | -17  | IP            | 8             | -10           | -                    | 0                    | -0                   | 23     | -27    |
| 1941/42 | Řím     | Serie A   | 29     | -21  | IP            | 1             | -1            | -                    | 0                    | -0                   | 30     | -22    |
| 1942/43 | Řím     | Serie A   | 13     | -24  | IP            | 2             | -1            | -                    | 0                    | -0                   | 15     | -25    |
| Celkově | Celkově | Celkově   | 338    | -358 | -             | 19            | -22           | -                    | 7                    | -18                  | 364    | -398   |

## Hráčské úspěchy

### Klubové
- 1xvítěz italské ligy (1941/42)

### Reprezentační
- 2× na MS (1934 - Zlato, 1938 - Zlato)